# Endosoma

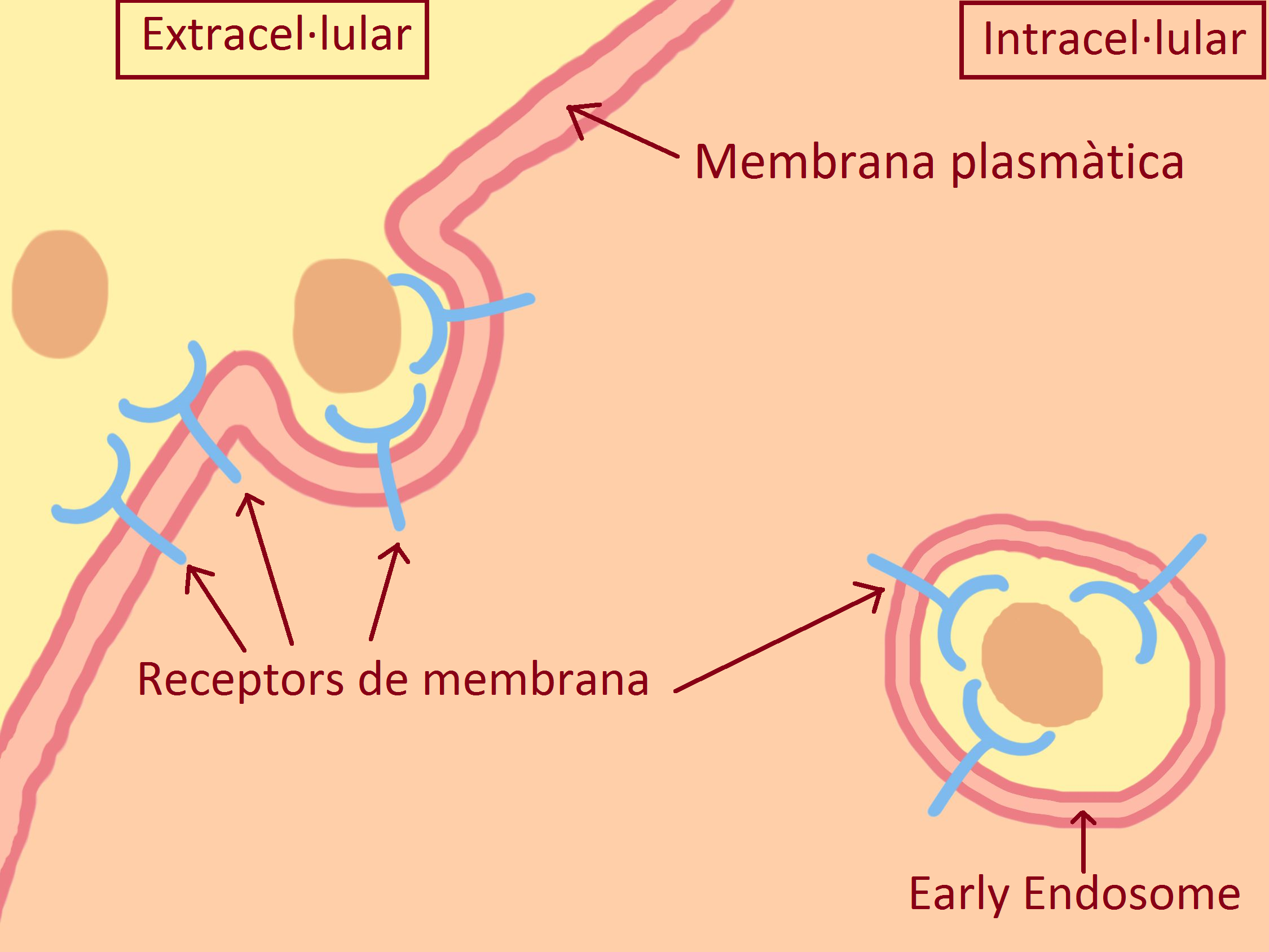
Breu esquema d'Endocitosi

Els endosomes son orgànuls de les cèl·lules animals i dels fongs i són formats degut a la fusió amb una vesícula invaginada per endocitosi, que prèviament s'ha desproveït de la respectiva capa de clatrina (si l'endocitosi es intervinguda per la clatrina) o bé degut a la fusió amb una caveola que ha invaginat alguna substància en el seu interior. Es tracta de vesícules i tubs tridimensionals recoberts de membrana que podem trobar arreu de la cèl·lula; des de les regions més perifèriques i properes a la membrana plasmàtica fins a les zones properes al nucli i a l'aparell de Golgi. Poden ser tubs irregulars i amb una forma indefinida (EE, ER) o bé cossos multi-vesiculars (LE). L'interior dels endosomes és àcid i té un pH aproximadament de sis al principi del procés, que es va acidificant.

## Funció
La funció principal dels endosomes és un procés de sorting; és a dir, un mecanisme pel qual es distribueixen les substàncies per tal que arribin al seu destí final (orgànul diana). Es tracta d'un procés com el que s'esdevé en el Trans Golgi Network (TGN) però en sentit contrari; el TGN classifica i ordena de dins cap a fora, mentre que el compartiment endosomal ho fa de fora cap a dins. Aquest és el seu paper més destacat perquè sigui quin sigui el mecanisme d'endocitosi que es faci servir, i sigui quin sigui el contingut que s'hagi invaginat farà cap als endosomes. En general, un cop fet el procés de sorting, les vesícules alliberen el contingut restant als lisosomes per la seva posterior degradació. Tot i això, també hi ha la possibilitat que exerceixin de reservori de molècules que no es necessiten sempre o de reciclatge (s'encarreguen de retornar a la membrana les respectives proteïnes que s'han invaginat durant l'endocitosi).

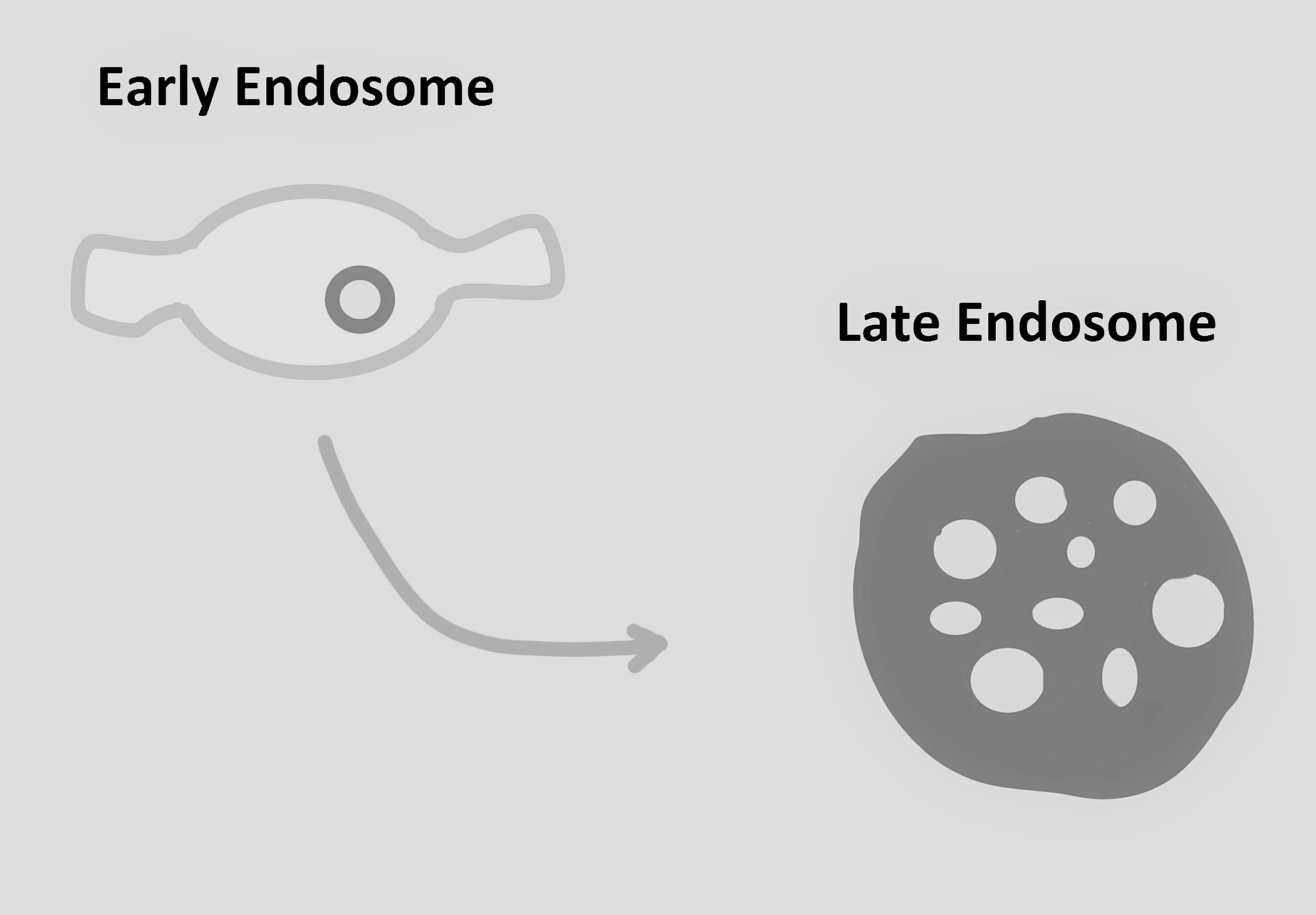
Esquema d'un Early Endosome i Late endosome vistos al microscopi electrònic

## Tipus d'endosomes
Els endosomes es poden dividir tenint en compte la seva funció i l'estat de maduració. Es poden dividir en Early Endosomes (EE), Late Endosomes (LE) i Recycling Endosomes (RE), tot i que alguns autors també consideren que els lisosomes formen part dels compartiments endocítics.
Els endosomes tenen morfologies diferents i a l'hora de reconèixer-los pel microscopi electrònic és necessari conèixer les seves característiques. Ells Early endosomes presenten certa dificultat a l'hora de ser diferenciats d'altres orgànuls. Els Late Endosomes són més senzills de reconèixer, ja que tenen aspecte multivesicular molt característic.

### Early Endosomes
Els Early Endosomes (CURL: compartiment of Uncoupling Receptors and Ligands) son la porta principal d'entrada a la cèl·lula. Provenen de la membrana cel·lular i tenen una alta facilitat per fusionar-se en altres EE. Es localitzen prop de la membrana plasmàtica. Degut a la seva procedència, tenen nombroses proteïnes de membrana que son reciclades després del procés de “sorting”, en el que se separen els receptors de membrana dels lligands. És per això que es consideren la central principal de “sorting” o de classificació. Els receptors poden ser separats gràcies al pH àcid dels EE (6,8), reciclats i retornats a la membrana plasmàtica mitjançant els Recycling Endosomes; mentre que els lligands son degradats. Els EE contenen un tipus de proteïnes especials anomenades Rab (Rab-proteins). Aquestes proteïnes tenen un paper molt important en la fusió i la mobilitat, així com en el reconeixement de la identitat de l'endosoma. Formen part de la família de les GTPases. Dintre de les proteïnes Rab de l'endosoma, es coneixen les Rab5 i les Rab4. Les Rab5 són les més estudiades i se’ls atribueix la creació de vesícules, moviment, funció i regulació de la conversió a Late Endosome. Els EE es diferencien dels LE principalment per la variància de pH i pels enzims que té actives (els EE no presenten enzims hidrolases actives, mentre que els LE sí que els tenen).

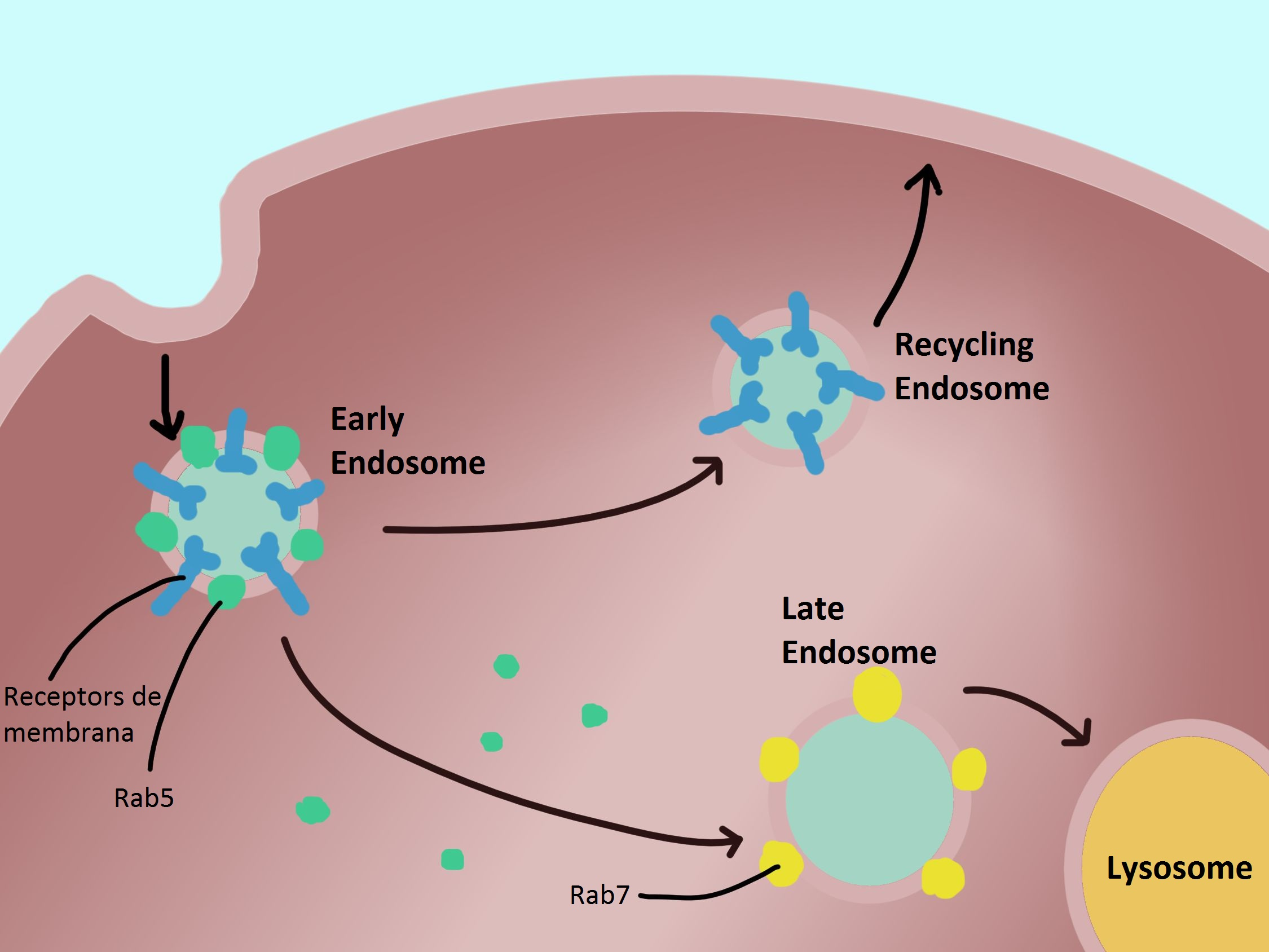
En aquest esquema podem veure com l'Early Endosome (EE) té en la seva membrana Rab5 i receptors de membrana plasmàtica. D'ell surt una vesícula de Recycling Endosome (RE) per tornar els receptors a la membrana plasmàtica. D'altra banda el EE perd els seus Rab5 i adquireix els Rab7, transformant-se en un Late Endosome (LE) i posteriorment en un lisosoma.

### Recycling Endosomes
Els Recycling Endosomes (RRC: Receptor-Recycling Compartment) són els encarregats de reciclar les proteïnes i les molècules de membrana i de transportar-les a la membrana plasmàtica. Provenen dels EE i son una estructura molt dinàmica i amb una morfologia molt diversa. Els RE es fusionen amb la membrana plasmàtica i tornen a quedar els receptors fora de la cèl·lula.

### Late Endosomes
Els Late Endosomes (MVB: Multi Vesicular Bodies) es troben allà on hi ha la major concentració de microtúbuls. Al igual que els EE, els LE tenen proteïnes especials com la Rab7.
Es creu que la Rab7 remplaça a la Rab5 i es necessiària en la maduració d'EE a LE, així com en el transport als lisosomes. Els LE tenen hidrolases àcides al seu interior de manera que pot començar a degradar molècules, però no a la mateixa velocitat o eficàcia que un lisosoma, ja que el seu pH encara no és prou alt per tal que els enzims treballen a la seva màxima velocitat. Contenen macromolècules en el seu interior que aniran a parar als lisosomes per tal de degradar-se. Els LE son transportats fins als lisosomes amb el contingut per degradar, noves proteïnes de membrana i hidrolases per renovar els lisosomes.

## Rutes i maduració
La ruta endocítica és molt complexa i té uns camins estrictament regulats. Serveix com una plataforma de “sorting” de la superfície intracel·lular o extracel·lular, i s'utilitza per a un posterior reciclatge, un transport retrògrad o, finalment, la degradació. Es tracta també d'un mitjà de la cèl·lula per proveir el seu medi de nutrients i regular la composició i la superfície de la membrana plasmàtica. Facilita les cèl·lules la funció d'eliminar patògens i organismes apoptòtics. Durant molts anys s'ha estat investigant quina funció tenien les proteïnes en aquest procés, però recentment s'ha descobert la important contribució dels fosfolípids en la endocitosi mediada per clatrina (també fagocitosi i macropinocitosi). Un dels exemples de les funcions fosfolipídiques és el manteniment dels gradients químics i elèctrics a través de les membranes cel·lulars (crític per a la supervivència de la cèl·lula). La naturalesa àcida del compartiment endosomal és deguda a la presència de bombes d'ATP que trobem a la membrana, i que bombegen protons H+ del medi citosòlic cap a l'interior del lumen. A mesura que els endosomes maduren, les membranes aniran acidificant progressivament el pH intern, i per tant, afavorint l'acció de les hidrolases àcides [link], l'activitat òptima de les quals es dona a un pH proper a 5, que ja s'obté als lisosomes.
La majoria dels endosomes són retornats cap a la superfície cel·lular per la via del reciclatge, però determinat material seleccionat és enviat als lisosomes per a la degradació. El camí de la ruta endocítica consisteix en una successió de compartiments diferenciats, i el coneixement actual que se’n té ha anat evolucionant ràpidament durant els últims anys. La ruta canònica inclou la formació de “early endosomes”, la seva maduració als “late endosomes” i la fusió amb els lisosomes per a mediar la degradació del contingut que no interessa a la cèl·lula. Recentment, es pensa que receptors de la superfície cel·lular interioritzats són ràpidament inactivats als “early endosomes” per a regular la funció de senyalització. Aquest paradigma ha estat canviat per la caracterització dels “early endosomes” com “signaling endosomes”, on la senyal dels receptors pot continuar durant tota la ruta endocítica.
Una ruta vesicular alternativa és la transcitosi. Durant aquest procés, les molècules unides al receptor que arriben en vesícules als “early endosoma”, no es deslliguen. Per tant, tant receptor com lligand són empaquetats en altres vesícules per a ser transportats a altres parts de la membrana citoplasmàtica, sempre diferents del lloc d'on són originàries, es fusionen i alliberen el seu contingut al medi extracel·lular. Aquest tipus de rutes acostumen a tenir lloc a les cèl·lules polaritzades de l'epiteli. El terme “cèl·lula polaritzada” s'ha de tenir molt en compte, ja que és essencial per a les funcions de diferents tipus de cèl·lules (transport de nutrients, senyal neuronal…). Les GTPases estan involucrades en el procés de polarització d'una cèl·lula, degut al gran nombre d'interaccions moleculars amb efectors i reguladors, i també es poden veure involucrades en diferents processos de senyalització.
Pel que fa a maduració:
1. El primer endosoma que es forma és l' “early endosoma”, per convergència i fusió amb les vesícules resultants de la endocitosi. Aquest procés tindria lloc molt prop de la membrana plasmàtica.
2. Tot seguit, l' “early endosoma” es mouria cap a l'interior cel·lular. Durant aquest trajecte, l'endosoma madura, convertint-se en endosoma de reciclatge, produint vesícules de retorn a la membrana plasmàtica.
3. L'endosoma de reciclatge madura fins a convertir-se en “late endosoma” o multi-vesicular, que rep vesícules de l'aparell de Golgi i també n'envia d'altres.
4. Finalment, el “late endosoma” es convertirà en lisosoma o es fusionarà amb aquests.

Les regions multi-vesiculars se separen o maduren i es converteixen en una vesícula lliure de transport, que transporta material fins als “late endosomes”. Aquests són el centre per al tràfic endocític, biosintètic i autofàgic, i també de tràfic sortint als lisosomes, l'aparell de golgi i la membrana plasmàtica.

### Endosoma - Aparell de Golgi
Els “early endosomes” reben material tant de la membrana plasmàtica com de l'aparell de Golgi.
Diferents biomolècules, com les proteïnes, utilitzen diferents rutes de transport des dels endosomes cap a Golgi. La identificació de diferents requeriments moleculars per a cadascun d'aquests camins ens deixa clar que les cèl·lules dels mamífers tenen uns mecanismes molt més complexes del que s'esperava prèviament.
Els receptors de manosa-6-fosfat transporten enzims lisosomals des de Golgi cap als “late endosomes”, i després retornen cap al TGN per a tornar a carregar material. Molts laboratoris han arribat a la conclusió que MPRs poden ser transportats directament des dels “early endosomes” a l'aparell de golgi. No obstant, no poden deixar anar els seus lligands fins que no arribin als endosomes, ja que necessiten un pH més baix que els receptors endocítics típics. Hi ha una contradicció: si els MPRs poguessin travessar directament dels “early endosomes” a Golgi, la pèrdua de Rab7 o Rab9 hauria de ser intranscendent per al reciclatge dels MPRs, ja que els “late endosomes” podrien evitar-se, però derivaria en problemes.
El retròmer és molt important per al reciclatge dels MPRs, igual que Rab7 i Rab9, dos Rab GTPases específiques dels “late endosomes”.
La importància de la maduració cel·lular ha estat emfatitzada per una demostració de la maduració dels “early” als “late” endosomes per una transformació de les Rab. En aquest cas, la pèrdua de Rab 5 al “early endosome” està coordinada amb l'adquisició de Rab 7 al “late endosome”, i d'aquesta manera, la membrana canvia la funcionalitat cel·lular. S'ha pogut comprovar que els MPRs arriben als “early endosome” just abans que Rab 5 es perdi i Rab 7a s'adquireixi. També s'ha demostrat per estudis recents que el reclutament dels retròmers endosomals a les seves membranes està regulat per l'intercanvi Rab5-to-Rab7a.
Les Rab5 regulen la endocitosi i la formació dels “early endosomes”, mentre que les Rab7a entren al camí endocític punts més tard per a regular la transició dels endosomes early-to-late, la biogènesi lisosomal i la fusió. Algunes Rab també regulen els camins entre endosoma-Golgi, ja que la cèl·lula necessita una regulació ajustada del material entre aquests compartiments.
La segregació de proteïnes als diferents dominis de les membranes donades podria ser suficient per a alterar-ne els processos de ruta.
Les Rab GTPases defineixen les funcions específiques dels microdominis, i per això la seva participació és essencial per a entendre aquestes rutes moleculars. La explicació dels efectors Rab mitjançant el transport retrògrad ens hauria de facilitar una gran quantitat de detalls moleculars i pistes per al “sorting” de les proteïnes i del transport des dels endosomes fins Golgi.
Es tracta d'un transport bidireccional, que ha d'estar regulat de manera que asseguri una adequada quantitat de nous enzims lisosomals sintetitzats i el “sorting” dels receptors dels compartiments degradatius. Molts estudis han demostrat que mutacions als factors que estan involucrats en aquest tràfic deriven en diferents patologies.
Aquest transport és una de les rutes vesiculars més importants de la cèl·lula, ja que enzims, receptors “sorting”, lípids i toxines bacterianes viatgen a través d'aquests dos compartiments per diferents rutes. Han estat descrits dos processos d'endosomes a Golgi, però el camí invers (de Golgi als endosomes) és més complicat.
- Dels endosomes al TGN surten diferents molècules, com receptors que han de ser reciclats i toxines (incloent Shiga i còlera entre d'altres).
- El TGN actua com a centre receptor de proteïnes que arriben des dels endosomes, i actua com a punt de sortida per a noves proteïnes sintetitzades. També van del TGN als endosomes molècules de lípids, receptors de “sorting” transmembrana i sortilins, que donen nous enzims sintetitzats als endosomes; les membranes lisosomals i les proteïnes lisosomals integrals, nutrients i ions transportadors.

Totes aquestes molècules interaccionen amb diferents complexos proteics, incloent-hi els que contenen les proteïnes Rab i els seus efectors, el complex del retròmer, la clatrina i l'adaptador de proteïna (AP-1).
Són exemples de proteïnes transportades: furina endopeptidasa, TGN46 i algunes SNAREs.
Com hem estat observant, les Rab són unes proteïnes essencials. Regulen el transport vesicular intracel·lular i estan involucrades en tots els passos del transport de membrana. Però, no són les úniques involucrades en aquests processos. Les proteïnes complexes específiques també hi participen, com el retròmer, els complexos “tethering” i les SNARE.
Finalment, el transport bidireccional entre TGN i el sistema endosomàtic ha d'estar considerat com un continu intercanvi de material que té lloc en diferents moments durant la maduració endosomal, més que en diferents compartiments.

### Membrana plasmàtica - Endosoma
Una altra de les rutes possibles és la que es dona des de la membrana fins als endosomes. El procés endocític comença en unes regions de la membrana plasmàtica denominades “depressions de clatrina”, on s'acumula aquesta proteïna. En aquestes seccions de la membrana plasmàtica és on es donen les invaginacions que formaran vesícules revestides de clatrina. Un cop dintre de la cèl·lula, les vesícules es deprenen ràpidament de la clatrina, cosa que permet que s'uneixin amb els early endosomes (EE).
En la majoria de cèl·lules animals, les depressions de clatrina estan associades a la endocitosi mediada per receptor. Els receptors s'acumulen a la cara extracel·lular de la membrana, connectats a través de la mateixa amb la clatrina del citosol. Quan un receptor s'uneix amb una macromolècula senyal determinada, s'activa la formació de les depressions i la posterior formació de vesícules, dins les quals queden les macromolècules. Aquest procediment permet capturar de manera específica i eficient inclús compostos que es trobin en petites proporcions en el medi extracel·lular.
Un exemple il·lustratiu de la ruta endocítica és el que es dona en la captació del colesterol (utilitzat per les cèl·lules per a la síntesi de membrana). El colesterol es transportat pel torrent sanguini a l'interior de lipoproteïnes de baixa densitat que s'uneixen a uns determinats receptors i activen el procés anteriorment explicat. Un cop formada la vesícula, la clatrina es desprèn i la vesícula entra als EE, que es troben prop de la membrana plasmàtica i allí alliberen el seu contingut. Les lipoproteïnes dels early endosomes es traslladen als late endosomes (LE), on es mesclen amb hidrolases lisosomals recentment sintetitzades, per tal que, finalment, arribin als lisosomes; on s'hidrolitzen els èsters de colesterol i s'obté colesterol lliure que ja pot ser utilitzat per la cèl·lula. Si aquest sistema no funciona correctament, el colesterol no entra a les cèl·lules i s'acumula en els vasos, podent provocar, a llarg termini, apoplexies o infarts de miocardi.
Hi ha diverses hipòtesis sobre com es dona el transport del material des dels EE als LE. Una d'elles parteix de la premissa que els early i els late endosomes son compartiments separats i que el material es transporta entre ells a través de compartiments intermediaris (mitjançant una xarxa de túbuls o bé mitjançant el despreniment de parts de l'EE, que es transporten lliurement pel medi intracel·lular i es fusionen amb els LE). Una altra hipòtesi és la de la maduració (explicada anteriorment).

#### Destinació dels receptors
Els early endosomes son la principal “estació” de classificació de la ruta endocítica. A causa de la naturalesa àcida del seu medi interior, molts receptors que hi arriben cambien de conformació, alliberant el seu lligand. Aquests lligands soles estar predestinats a ser destruïts en els lisosomes, juntament amb la resta del contingut de l'endosoma.
En canvi, els receptors (i a vegades els seus lligands, si no s'han separat prèviament en els EE) poden:
- Tornar al mateix domini de la membrana plasmàtica del que venien, com passa amb els receptors de lipoproteïnes de baixa densitat i amb els receptors de transferrina.[17]
- Viatjar als lisosomes per a degradar-se. Això ocorre amb el Factor de Creixement Epidèmic, una proteïna que activa el creixement cel·lular a l'epidermis. El procés consisteix en la unió de la proteïna als seus receptors específics (R-EGF), que majoritàriament es concentren en els sots de clatrina. En el moment d'enllaç, lEGF fosforila el receptor, és a dir, li adhereix un grup fosfat que desencadena una sèrie de senyals que arriben al nucli i activen l'increment de les cèl·lules. El procés regulador d'aquesta activitat és el down regulation; mitjançant una via endocítica es dirigirà la proteïna al seu destí final, els lisosomes. Aquesta via endocítica comença quan les vesícules de clatrina es formen amb els EE. El pH àcid de l'interior dels EE no és suficient per trencar la unió receptor-lligand. Per aquesta raó, quan les vesícules es fusionen amb els LE, aquest complex també hi forma part i finalment va a parar als lisosomes, que el degraden. Al no poder aïllar el receptor, els RE no els poden retornar per tal que tornin a fer la seva funció. Això provoca que cada con que la cèl·lula necessiti R-EGF, els haurà de sintetitzar de nou. En aquest cas, els tres interventors acaben deteriorant-se al lisosoma, aquest és el seu destí final.[18]
- Desplaçar-se a un domini diferent de la membrana plasmàtica, iniciant així un procés de transcitosi.[15]